# Toussaint-Bernard Émeric-David

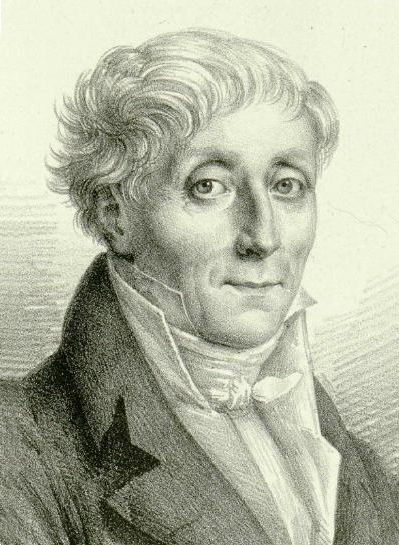
Toussaint-Bernard Émeric-David.

Toussaint-Bernard Émeric-David, född den 20 augusti 1755 i Aix, Provence, död den 2 april 1839 i Paris, var en fransk arkeolog och konsthistoriker.
Émeric-David blev 1791 mär i sin födelsestad, men nödgades fly och hålla sig gömd under skräckregeringen och bosatte sig efter dess fall (1794) i Paris, där han ägnade sig åt konsthistorien. År 1809 blev han medlem av lagstiftande kåren, 1816 av Académie des inscriptions och 1825 av kommissionen för fortsättandet av L'histoire littéraire de la France. Bland Émeric-Davids skrifter märks Recherches sur l'art statuaire considéré chez les anciens et chez les modernes (1805), Jupiter. Recherches sur ce dieu, sur son culte et sur les monuments qui le représentent (1833), Vulcain. Recherches sur ce dieu, sur son culte et sur les principaux monuments qui le représentent (1838), Neptune. Recherches sur ce dieu, sur son culte et sur les principaux monuments qui le représentent (1839), Histoire de la peinture au moyen age, suivie de l'histoire de la gravure (1842; 3:e upplagan 1863), Histoire de la sculpture antique (1853) och Histoire de la sculpture française (samma år). 